# Burckhardt Helferich
Burckhardt Helferich (Greifswald, 10 giugno 1887 – Bonn, 5 luglio 1982) è stato un chimico tedesco.

## Biografia
Era il figlio del chirurgo Heinrich Helferich (1851-1945). Ha studiato scienze, in particolare geologia, presso l'Università di Losanna in Svizzera e dal 1907 la chimica a Monaco di Baviera e a Berlino. A Berlino, Helferich è stato lo studente di Emil Fischer e in seguito divenne il suo assistente.
È diventato professore di chimica organica a Francoforte, prima di succedere a Rudolf Pummerer presso l'Università di Greifswald. Nel 1930 è stato chiamato dall'Università di Lipsia per essere il successore di Arthur Hantzsch, come direttore dell'Istituto di Chimica dal 1930 al 1945. Nel 1947 divenne professore presso l'Università di Bonn, che ha servito come rettore nel 1954-1955.
Nel 1951 è stato insignito del Emil-Fischer-Medaille. Nel 1957 ha vinto un Ordine al Merito della Repubblica Federale di Germania. Helferich è stato votato dall'Accademia tedesca delle Scienze dal quale divenne medico onorario della Università di Stoccarda. Tra il 1911 e il suo ritiro nel 1974 è stato autore di oltre 300 pubblicazioni accademiche.
Il suo allievo più famoso fu Reinhard W. Hoffmann (1933), professore di chimica all'Università di Marburgo.